# Relaciones Guinea-Bisáu-Venezuela
Las relaciones Guinea-Bisáu-Venezuela se refieren a las relaciones internacionales que existen entre Guinea-Bisáu y Venezuela.

## Historia
El 23 de agosto de 1974, durante la primera presidencia de Carlos Andrés Pérez, Venezuela reconoció como nuevo Estado independiente a Guinea-Bisáu.
Entre el 16 y 18 de abril de 2012, el vicepresidente de la Comunidad Económica de Estados del África Occidental (CEDEAO), Toga McIntosh, realizó una visita oficial a Venezuela, durante la cual se reunió con la ministra de salud de Venezuela, María Eugenia Sader. Durante la visita se suscribió un memorándum de entendimiento entre Venezuela y la CEDEAO con la finalidad de conceder becas de posgrado a médicos provenientes de los Estados miembros de la CEDEAO para estudiar en Venezuela. En el acuerdo Venezuela se comprometió a otorgar tres becas por cada país miembro, incluyendo a Guinea-Bisáu.

## Misiones diplomáticas
- Venezuela cuenta con una embajada concurrente en Dakar, Senegal.[3]